# 이홍직
이홍직(李鴻稙, 1907년 12월 15일 ~ 1997년 4월 23일)은 일제 강점기 조선의 언론인이었고, 대한민국의 기업가 겸 정치인이었다. 독립운동가 겸 교육자 이상재의 손자이다. 본관은 한산(韓山)이고 한성부 출신이다.

## 생애
생후 10개월만에 아버지를 여의고 할아버지 이상재에 의해 양육되었다. 1925년 배재고등보통학교를 졸업하고 연희전문학교에 진학하였다. 1935년 연희전문학교 졸업 후 같은 해 1935년 조선일보사에 입사, 10년간 기자로 활동했다.
한국전력공사의 전신인 남선전기(南鮮電氣) 사장과 조선전업(朝鮮電業) 사장 등으로 활동했다. 
대한야구협회 회장을 역임하다(1953 - 1961)
자유당(自由黨) 선거대책위원장을 지냈다. 

## 가족 관계
- 할아버지 : 이상재(李商在, 1850년 10월 26일 ~ 1927년 3월 29일)
- 할머니 : 강릉 유씨(江陵 劉氏, 1847년 ~ 1907년)
- 아버지 : 이승인(李承仁, 1872년 ~ 1908년 10월 26일)
- 어머니 : 능성 구씨(綾城 具氏)
- 아내 : 정혜갑(鄭惠甲, 1914년 ~ 1999년)
- 아들 : 이명규(李明珪, 1937년 ~ , 기혼.) 이덕규,이선규,이공규

## 같이 보기
- 연희전문학교
- 조선일보
- 이상재
- 이승만
- 윤동주
- 윤치호
- 제1공화국
- 자유당
- 조갑제
- 윤치영
- 김동길